# Olivier Métra
Jules-Louis-Olivier Métra (Reims, 2 de juny de 1830 - París, 22 d'octubre de 1893) fou un compositor i director d'orquestra francès.
Fill de l'actor Jean Baptiste Métra, Olivier Métra arriba d'hora a l'escenari de la mà del seu pare. En 1842 va debutar al Teatre Conde. A més, va aprendre el violí i teatre, des de l'edat de 19 anys en un ball del Boulevard Rochechouart. Per consell d'un company seu músic d'orquestra, va estudiar al Conservatori de París, amb Antoine Elwart on va obtenir un primer premi d'harmonia.
A partir de 1855 dirigeix l'orquestra del Bal Mabille. Durant aquest període va adquirir gran popularitat gràcies a valsos, com World Tour, el Vals de les Roses, Gambrinus, i Serenata de la Nit. De 1872 a 1877, el trobem portant els balls de l'Opéra-Comique, i l'orquestra Folies Bergère, per a la qual va compondre diversos ballets, incloent Les Volontaires. De 1874 a 1876 va ser el torn dels balls de Teatre de la Moneda a Brussel·les i, finalment, els d'Opera Paris al costat de Johann Strauss II. El 1879, dona a l'escena el ballet Yedda, amb coreografia de Mérante, representada per primera vegada el 17 de gener de 1879.
En 1885, va fundar les "nits de Métra" Palais Vivienne que consisteixen en concerts passeig, dels balls i celebracions els dimecres i dissabte a la nit. En 1888, va fundar el Théâtre des Bouffes-Parisiens la seva opereta Le Mariage amb llibret d'Alphonse Jaime i Georges Duval. A més de les seves valsos i operetes, sarsueles, Métra va fer molts altres arranjaments de compositors com Jacques Offenbach, Émile Tedesco, Louis Ganne, Robert Planquette, Charles Lecocq,
Edmond Audran i Léon Vasseur. Algunes de les seves composicions s'utilitzen com la banda sonora, entre d'altres, Ciboulette, de Claude Autant-Lara (1930) i Les Destinées, d'Olivier Assayas (2000).
Fou, de tots els compositors francesos del seu estil i el seu temps, un dels més populars. Tothom coneixia els seus valsos, polques, masurques i quadrilles.
Olivier Métra està enterrat a Bois-le-Roi, un monumental tomba, està adornada amb un bust d'Antonin Mercié.